# Jelon Vieira
Jelon Vieira (Santo Amaro, 1953) é um coreógrafo, mestre de capoeira e professor brasileiro.
Em 2000 ganhou reconhecimento pelos seus trabalhos em artes artes afro-brasileira e capoeira.
Em 1975, Jelon Vieira fundou nos Estados Unidos a primeira academia artistica de danças e capoeira, o qual permanece até hoje como o diretor de artes, aclamado pela crítica, participou de diversos festivais como Spoleto Festival USA, além de lecionar em Kennedy Center e Lincoln Center. A companhia também participou de tours pela Europa, Ásia e Brasil.
Vieira trabalhou com diversos nomes do cenário cultural mundial, incluindog NYC's Caribbean Cultural Center e San Antonio's Carver Community Cultural Center.